# Peter Heaton-Jones
Peter Heaton-Jones (né le 2 août 1963) est un homme politique du Parti conservateur britannique et ancien journaliste. Conseiller d'arrondissement et agent électoral de Swindon, il est député de North Devon de 2015 à 2019 . Avant de travailler pour le Parti conservateur, il occupe des postes de direction dans les médias au Royaume-Uni et en Australie, présentant des émissions d'information sur les radios nationales et locales de la BBC au Royaume-Uni, et est l'ancien directeur du marketing pour la radio ABC en Australie.

## Jeunesse et carrière
Heaton-Jones est né le 2 août 1963 à Kingston upon Thames. Il commence sa carrière dans la radiodiffusion après avoir obtenu son diplôme de l'Université de Londres. Il travaille d'abord dans la radio commerciale avant de rejoindre la BBC en 1986, devenant journaliste, producteur et présentateur de nouvelles à BBC Essex et ancrant les programmes Breakfast et Drivetime. Il rejoint la chaîne nationale d'informations et d'actualités BBC Radio 5 Live lors de son ouverture en 1994, présentant Morning Reports et Up All Night .
En 1997, Heaton-Jones déménage en Australie pour rejoindre l'Australian Broadcasting Corporation à Sydney. Il est responsable du marketing pour les stations de radio ABC NewsRadio, Radio National et ABC Classic FM, mais part après trois ans à la suite de la réorganisation initiée par le directeur général controversé Jonathan Shier.
Il retourne au Royaume-Uni en 2000 et rejoint BBC Radio Swindon, gagnant une grande notoriété dans la région en tant que présentateur du Breakfast Show et du Morning Show de 2000 à 2006. Il est également chroniqueur pour le Swindon Advertiser. Il quitte la radiodiffusion à plein temps en août 2006, en dehors d'un rôle d'invité présentant le programme de lancement et la première semaine des émissions de petit-déjeuner à la station de radio communautaire Swindon 105.5 en mars 2008.

## Carrière politique
Heaton-Jones devient journaliste politique, assurant la présentation de la couverture électorale de la BBC aux niveaux national et local à partir de 1986. En 2006, il mène un entretien en face à face avec le Premier ministre britannique de l'époque, Tony Blair . Après avoir quitté la BBC, il rejoint le Parti conservateur britannique et écrit des articles et des documents de politique. En 2006, Peter Heaton-Jones retourne en Australie et travaille sur la campagne électorale de Rob Stokes, le candidat du Parti libéral dans la circonscription électorale de Pittwater en Nouvelle-Galles du Sud, qui est élu. Après les élections, Peter Heaton-Jones est nommé conseiller politique et attaché de presse de Stokes au Parlement de Nouvelle-Galles du Sud .
En 2007, il retourne vivre au Royaume-Uni. Il se présente sans succès en tant que candidat du Parti conservateur dans le quartier occidental du conseil municipal de Swindon aux élections locales de 2008 . À la suite de cela, Heaton-Jones est nommé directeur des médias et des campagnes du Parti. En 2009, il devient conseiller au conseil du quartier de Haydon Wick et gouverneur de l'école communautaire Isambard, tous deux à North Swindon .
En 2010, il est directeur de campagne des candidats conservateurs dans les circonscriptions parlementaires de North Swindon et South Swindon, qui sont tous deux remportées par le Parti travailliste lors des élections générales du 6 mai. Le même jour, il est élu au conseil municipal de Swindon en tant que conseiller du quartier Abbey Meads . À la suite de l'élection, il est nommé adjoint parlementaire principal des députés Robert Buckland et Justin Tomlinson. Il est également nommé à un certain nombre de comités du conseil municipal de Swindon, notamment les comités de planification et d'examen. En mai 2012, Heaton-Jones est réélu au conseil municipal de Swindon pour le nouveau quartier de St Andrews. Il est nommé président du comité d'examen économique et vice-président d'examen, et siège également au comité des licences.
En février 2013, il est sélectionné comme candidat parlementaire conservateur pour le North Devon  et en mars 2014, il démissionne du conseil municipal de Swindon .
Il remporte le siège en mai 2015, battant le député libéral démocrate sortant Nick Harvey . Il est réélu aux élections générales de 2017, bien que sa majorité ait chuté d'un tiers.
Heaton-Jones est opposé au Brexit avant le référendum de 2016. À la Chambre des communes, il siège au comité de vérification environnementale de 2015 à 2017 . Il ne se représente pas en 2019.
Heaton-Jones vit à Londres et près de South Molton dans le Devon ,.